# Menander

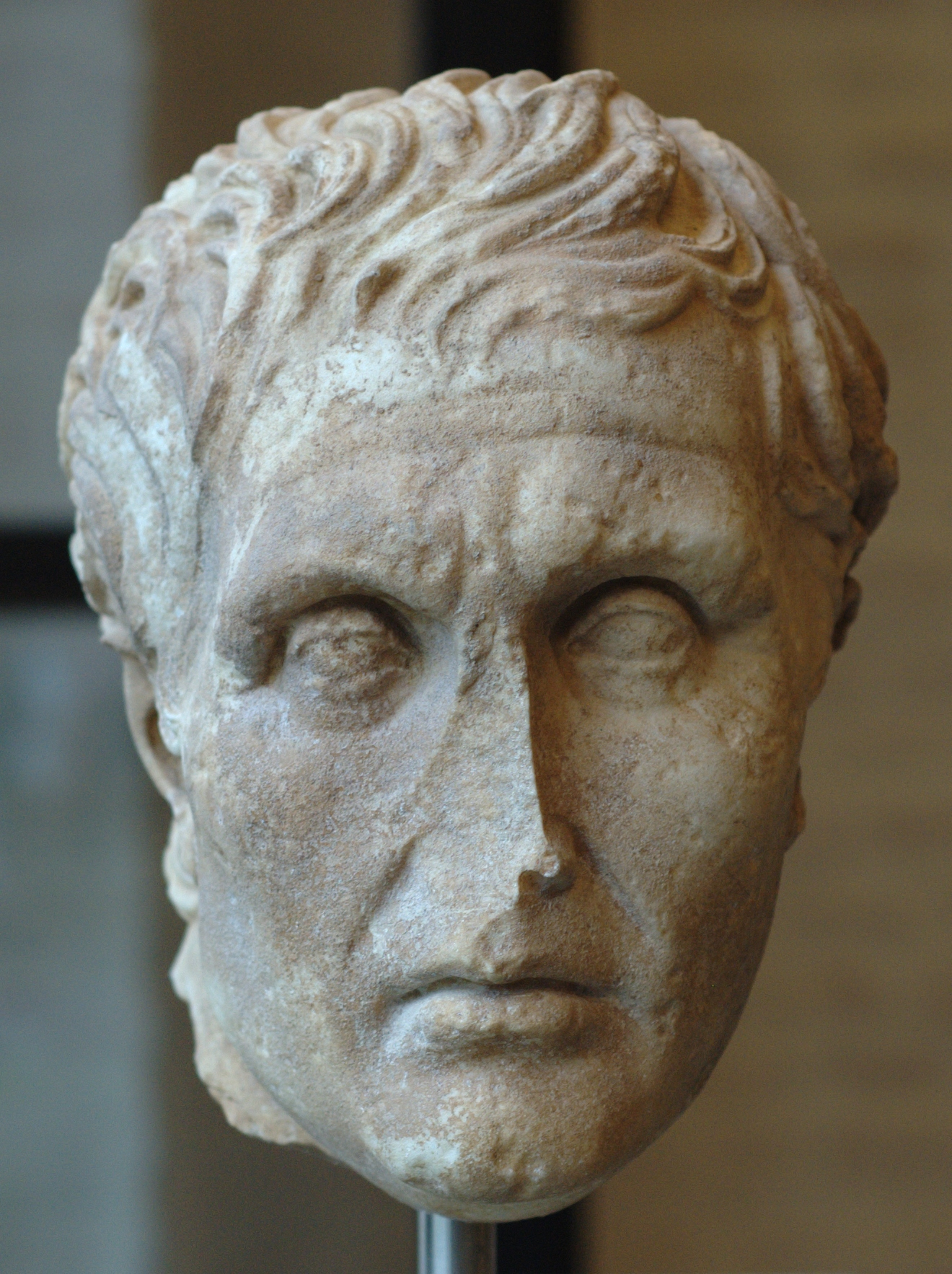
Kopf Menanders. Römische Kopie eines griechischen Originals um 281/90 v. Chr., Glyptothek München

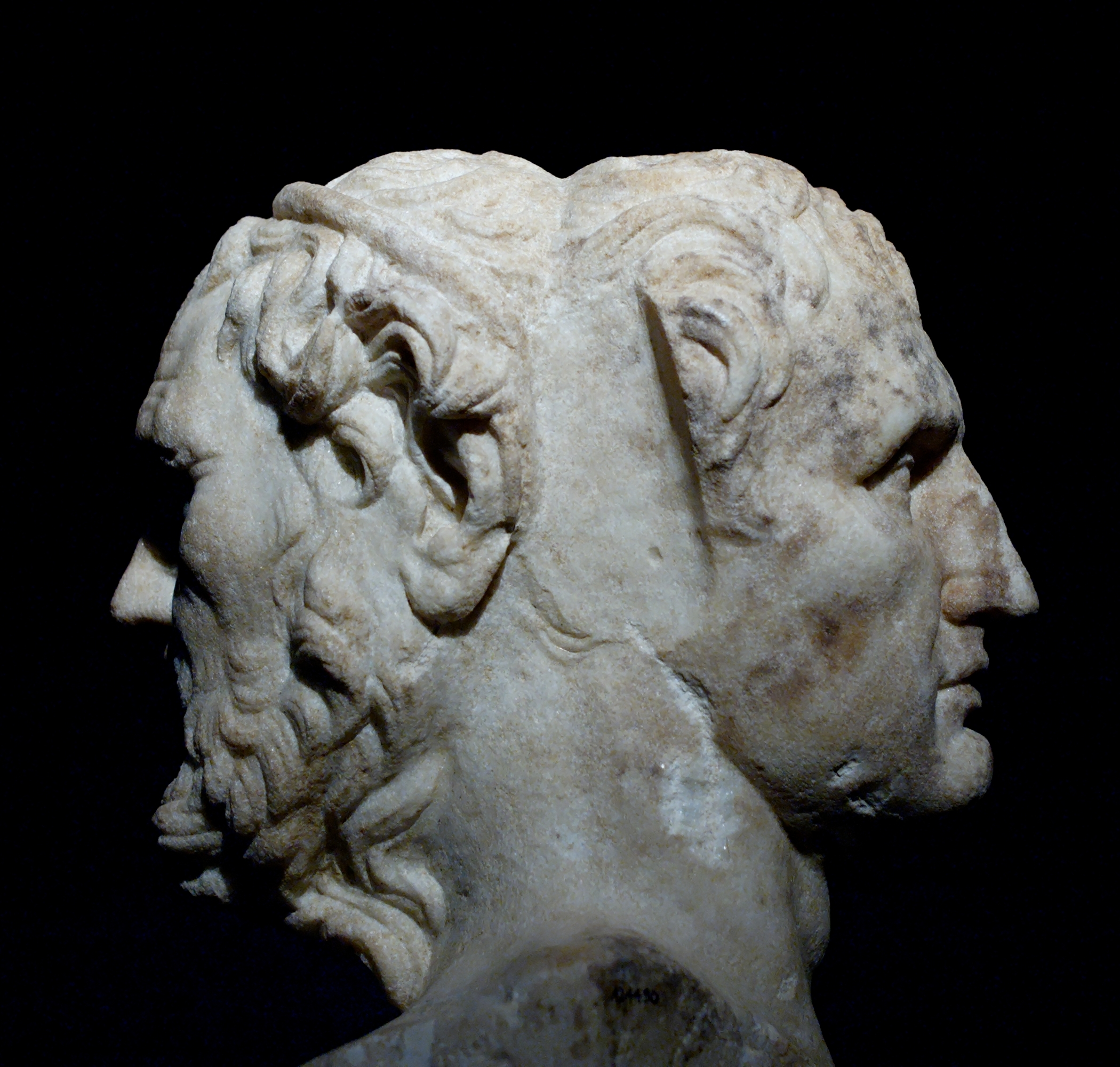
Doppelherme von Homer und Menander, Museo Nazionale Romano, Rom

Menander (altgriechisch Μένανδρος Ménandros, latinisiert und deutsch Menander; * 342/341 v. Chr. in Kephisia; † 291/290 v. Chr.) war ein griechischer Komödiendichter und in Athen wirkender Meister der „Neuen Komödie“.

## Leben
Menandros wuchs als Sohn des Diopeithes in einem wohlhabenden Elternhaus auf. Er war an der von Aristoteles gegründeten Philosophenschule Peripatos Schüler des Theophrast und diente gemeinsam mit Epikur als Ephebe in Athen. Nach einigen Überlieferungen starb er bei einem Badeunfall und wurde auf dem Weg zwischen Piräus und Athen begraben.
Im Jahr 291/90 v. Chr. wurde ihm zu Ehren eine Sitzstatue im Dionysostheater in Athen aufgestellt, von der zahlreiche antike Kopien überliefert sind, siehe Porträt des Menander.

## Werk und Bedeutung
Menandros hat nach unterschiedlichen Zeugnissen 105 bis 109 Komödien geschrieben, bekannt sind die Titel von 96 Stücken. Bis ins 19. Jahrhundert existierten nur dürftige Fragmente und Nachdichtungen. Doch nach dem Fund von Papyri zwischen 1905 und 1907 sowie im Jahr 1959 sind 18 Werke, zum Beispiel Das Schiedsgericht, Die Samierin und Der Schild, in Ausschnitten bekannt. Das Werk Dyskolos (deutsche Übersetzungen: Der alte Griesgram, Der Menschenfeind) wurde sogar fast vollständig wiederentdeckt. Die Papyrus-Abschrift des Stückes erwarb um 1957 der Genfer Bücherfreund Martin Bodmer und stellte sie der Wissenschaft zur Verfügung, die Erstveröffentlichung erfolgte 1958. Im Jahr 2003 fand man in der Bibliotheca Bodmeriana in Cologny bei Genf eine Handschrift aus dem 9. Jahrhundert mit einer weiteren Abschrift des Dyskolos und mit 200 Versen eines bis dahin unbekannten Werkes.
In Menandros’ Komödien spielt der Chor, anders als zum Beispiel bei Aristophanes, nur noch eine Hintergrundrolle. Er tritt lediglich mit musikalischen Darbietungen zwischen den Akten auf. Menandros’ Komödien sind unpolitisch, ihr Sujet sind die kleinen Schwächen des Bürgertums seiner Stadt, die Handlung mündet stets in einem Happy End.
Auf verschiedenen antiken Mosaiken und Wandmalereien in Pompeji, Mytilene, Messene und Antiochia werden Szenen aus Menandros’ Theaterstücken dargestellt.
Menandros wird vielfach als einer der bedeutendsten Dichter der Neuen Komödie bezeichnet. Sein Werk beeinflusste Plautus und Terenz, die Menander-Komödien adaptierten, sowie später Ovid.
Es ist davon auszugehen, dass Menandros indirekt auch neuzeitliche Komödiendichter wie Molière und Carlo Goldoni beeinflusst hat, vermittelt über Werke von Plautus und Terenz.

## Werke
In großen Teilen erhaltene Werke
- Aspis (Der Schild)

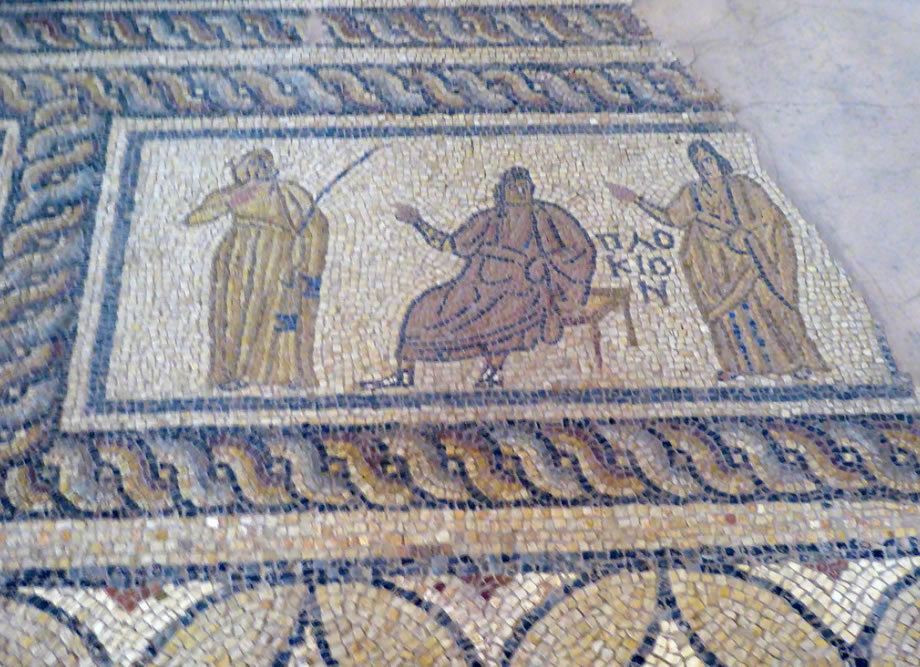
Mosaik aus Chania mit Szene aus Plokion

- Dyskolos (Der Schwierige/Der Griesgram/Der Menschenfeind)
- Epitrepontes (Das Schiedsgericht)
- Perikeiromene (Die Geschorene)[7]
- Samia (Das Mädchen aus Samos)
- Sikyonioi (Die Sikyonier)

Bruchstücke und verlorene Werke
- Andria
- Dis Exapaton
- Encheiridion
- Georgos (Der Bauer)
- Heautontimoroumenos (Der, der sich selbst quält)
- Heros (Der Halbgott)
- Hypobolimaios
- Iereia (Die Priesterin)
- Kolax (Der Schmeichler)
- Leukadia
- Misoumenos (Der Mann, den sie hasste)
- Phasma (Das Gespenst)
- Plokion
- Philadelphoi
- Pseudherakles
- Synaristosai (Frauen beim Mittag)
- Thais
- Theophoroumene (Die Besessene)
- Trophonios

## Ausgaben
- Rudolf Kassel und Stephan Schröder: Menander, Dyscolus et fabulae quarum fragmenta in papyris membranisque servata sunt (= Poetae Comici Graeci, Band VI,1). Berlin, Boston: De Gruyter, 2022, ISBN 978-3-11-078036-9. Aktuelle maßgebliche Ausgabe. – Rezension von Sander M. Goldberg, Bryn Mawr Classical Review 2023.08.06
- Menander, Komödien. Griechisch und Deutsch. 2 Bände. Herausgegeben, übersetzt und kommentiert von Peter Rau. Wissenschaftliche Buchgesellschaft, Darmstadt 2013 (Bd. 1) und 2014 (Bd. 2), ISBN 978-3-534-25747-8 (maßgebliche deutsche Ausgabe)[8]
- Ménandre. In drei Bänden. Texte établi et traduit par Alain Blanchard. Paris: Les Belles Lettres. Tome II: Le Héros, L’arbitrage, La Tondue, La Fabula Incerta du Caire. 2013. ISBN 978-2-251-00578-2. Tome III: Le Laboureur – La double tromperie – Le poignard – L’eunuque – L’inspirée. 2016. ISBN 978-2-251-00610-9. Tome IV: Les Sicyoniens. 2009. ISBN 978-2-251-00554-6.
- Menander. In three volumes. Edited and translated by William Geoffrey Arnott. Harvard University Press, Cambridge, MA – London. Vol. I: Aspis. Georgos. Dis Exapaton. Dyskolos. Encheiridion. Epitrepontes. 1979 (Loeb Classical Library 132); Vol. II: Heros. Theophoroumene. Karchedonios. Kitharistes. Kolax. Koneiazomenai. Leukadia. Misoumenos. Perikeiromene. Perinthia. 1996 (Loeb Classical Library 459), (online); Vol. III: Samia. Sikyonioi. Synaristosai. Phasma. Unidentified Fragments. 2000 (Loeb Classical Library 460). – (Aktuelle Gesamtausgabe der Fragmente mit englischer Übersetzung und Erläuterungen). – Rez. von Sander Goldberg, in: Bryn Mawr Classical Review 2001.05.16
- Reinhard Buchwald, Hans Kleinstück (auch Nachwort), Siegfried Müller (Hrsg.): Griechisch-römische Komödien. Menander, Herodas, Plautus, Terenz. Reihe: Dichtung der Antike (8). Übersetzer: Alfred Körte, Ludwig Gurlitt, Ernst Lehmann, Johannes Herbst. Standard, Hamburg 1958; wieder Vollmer, Wiesbaden, ca. 1970.[9]
- Stücke. Übersetzung, Nachwort und Anmerkungen von Kurt und Ursula Treu. Reclams Universalbibliothek, RUB 626. Reclam, Leipzig 1975.[10]
- Aristophanes und Menander: Griechische Komödien. Hrsg. und Einleitung v. Eberhard Rechenberg. Dieterich’sche Verlagsbuchhandlung, Leipzig 1966 (Sammlung Dieterich 277).[11]

Ausgaben des Dyskolos
- Menander: Dyskolos / Der Menschenfeind . Herausgegeben und übersetzt von Horst-Dieter Blume. Reclam, Stuttgart 2007.
- Menander: Der alte Griesgram. Übersetzt von Ernst R. Lehmann-Leander. In: Aristophanes – Menander. Herausgegeben und eingeleitet von Eberhard Rechenberg. Dieterich, Leipzig 1966
- Menander: Dyskolos . Griechisch und deutsch mit textkritischem Apparat und Erläuterungen. Hrsg. v. Max Treu. Heimeran, München 1960.

Ausgabe der Epitrepontes
- Menander: Epitrepontes. Edited by William D. Furley. (= BICS supplement, 106). Institute of Classical Studies, School for Advanced Study, University of London, London 2009.
- New Fragments of Menander’s Epitrepontes. Edited by William Furley. London: An open access publication of the University of London Press 2021 online

Ausgabe der Perikeiromene
- Menander: Perikeiromene. Edition, with introduction, translation and commentary by William D. Furley (Bulletin of the Institute of Classical Studies Supplement 127). Institute of Classical Studies, School for Advanced Study, University of London, London 2015.